# David Braid (compositeur)
Pour les articles homonymes, voir David Braid et Braid (homonymie).
David Braid, né le 13 juin 1970 à Wrexham, au pays de Galles, est un compositeur, guitariste, luthiste et mandoliniste britannique. Il vit à Londres.

## Biographie
Né à Wrexham, David Braid a grandi dans la ville balnéaire de Colwyn Bay, au pays de Galles. Sa mère lui a enseigné le piano puis il a pris des leçons de violon et de guitare. Durant son adolescence il a joué dans des groupes de rock en tant que guitariste et dans des ensembles folkloriques en tant que violoniste.
De 1990 à 1994 il a étudié au Royal College of Music, à Londres, avec Charles Ramirez pour le cours de guitare et Edwin Roxburgh dont il a suivi le cours de composition. Il a également suivi la classe de composition de George Benjamin.
Ensuite il a passé deux ans au conservatoire de Cracovie, en Pologne, où il a suivi l’enseignement de Marek Stachowski, avec une deuxième année de cours privés sous la férule de Zbigniew Bujarski (pl). Pendant ses deux années en Pologne, il a composé un concerto pour violon et une œuvre pour orchestre de chambre, Cause and Reaction (tous deux retirés). David Braid a ensuite étudié la composition avec Robert Saxton à l’université d'Oxford.

## Œuvre
Il a fondé le Braid Ensemble, un quatuor (clarinette, mandoline, guitare et piano) qui interprète principalement sa musique.
David Braid a composé un concerto pour alto pour l’altiste américain Brett Deubner. Il compose des œuvres pour guitare, de la musique de chambre, des duos.
Il écrit aussi pour le luth Renaissance.

## Discographie
- Chamber and Instrumental Music, Toccata Classics, août 2012
- Songs, Solos and Duos, Métier Records, octobre 2017